# Александров Аршак Семенович
Аршак Семенович Александров (1881, Батум — 1957, Москва) — революціонер, радянський партійний діяч, ректор. Член Всеукраїнського Центрального Виконавчого Комітету ВУЦВК

## Життєпис
Народився в сім'ї столяра — вірменина. Отримав домашню освіту. Працював слюсарем. Революційну діяльність почав в 1899 році у Ростовській організації РСДРП під кличкою «Яша». З 1900 — член РСДРП.
Піддавався гонінням царської влади. У 1901 році був заарештований і сидів у Ростові протягом трьох місяців, потім висланий за межі Донської області.
У 1902 році під партійною кличкою «Сергій» вів пропагандистську роботу в Батумі. Знову піддався арешту, відсидів 7 місяців, потім висланий за межі Кутаїської губернії.
У 1903 році під кличкою «Віктор» займався революційною діяльністю у Бакинській військові організації і брав участь у її партійному з'їзді РСДРП Закавказзя.
У 1904 році працював серед солдатів в Тифлісі, знову заарештований і засланий за вироком Тифліській судової палати в Верхоленський повіт Іркутської губернії, звідки незабаром утік.
У 1905 році займався революційною діяльністю в Батумі і Тбілісі, був заарештований і по 126 ст. Кримінального уложення під ім'ям Валеріана Соколова Тифліською судовою палатою знову засуджений на заслання та поселення. Прибувши на місце призначення, із заслання втік до Катеринослава, і під ім'ям Валентин Цицианов працював при окружному комітеті РСДРП, учасник партійної конференції.
У лютому 1906 року виїхав у Владикавказ для організації більшовицької групи, через 4 місяці був заарештований і Тимчасовим військовим судом у Владикавказі 27 вересня 1908 р за приналежність до дагестанських комітету РСДРП засуджений за 1 рік. 102 ст. Кримінального уложення і 1 ч. 131, 133 ст. ст. Зводу військових постанов на 6 років каторги в Херсонському централі.
Покарання відбував до 1914 року. Потім висланий на поселення до Косостепської волості Іркутської губернії. Втік і займався пропагандою революційних ідей.
У 1915 році працюючи в Черемховській організації РСДРП під кличкою «Валентин», знову заарештований, сидів в Іркутські, пізніше висланий на місце приписки, де і жив до березня 1917 року. Після Лютневої революції — амністований.
У 1917 році був агітатором Пересипської групи РСДРП(б) в Одесі. Пізніше обраний членом Кременчукського комітету РСДРП(б) Полтавська губернії.
Наприкінці 1917 — член Головного комітету РСДРП(б) України, завідувач агітаційно-пропагандистським відділом ЦК КП(б) України.
У 1918—1919 роках очолював Володимирський губернський комітет РКП(б).
У 1919 році — голова Орловського губернського комітету РКП(б), потім — голова Грозненського міського комітету РКП(б).
Переведений в РСЧА на посаду заступника командувача військами Північно-Кавказького військового округу. Учасник Громадянської війни в Росії.
Закінчив Технічне училище.
З жовтня 1928 по лютий 1930 року — ректор Уральського політехнічного інституту (нині Уральський державний технічний університет — УПІ). Потім, керівник Ленінградського електротехнічного інституту ім. Ульянова-Леніна.
З 1931 року був членом Ленінградського, потім в Московського відділень Всесоюзного товариства старих більшовиків (членський квиток № 1254).
З серпня 1932 року — викладач кафедри суспільних дисциплін Ленінградського електротехнічного інституту.
У 1937 — директор Іркутського державного педагогічного інституту (нині Педагогічний інститут Іркутського державного університету).
Член Товариства колишніх політкаторжан і спецпоселенців.
Старий більшовик Лев Новицький в 1959 році розповідав:
 У 1920 році Аршак Семенович Александров, який організував в 1902 році разом зі Сталіним знаменитий страйк в Батумі, запросив мене на Північно-Кавказьку партійну конференцію. Ми приїхали до Владикавказа, і першим, кого ми зустріли, був Сталін. Він підійшов до Александрова, дружньо поплескав його по плечу і сказав:

- Здоров, Аршак! Як ся маєш?
На конференції виступав Молотов. Оратор він був неважливий, до того ж заїкався. Я швидко пішов. Увечері я помітив як Аршак на великій перерві, зажурився, насупився. Я запитав:
- Що з тобою, Аршак? Він відповів:
- Ти бачив, як мене зустрів Сталін?
- Бачив, дуже дружньо.
- По-дружньому? А потім підійшов до мене і каже:
- Аршак, а чому ми тебе не розстріляли?
- А за що, товариш Сталін?

- За що — завжди знайдеться, — сказав Сталін і відійшов. — Борев Юрій Борисович. Сталініада
Помер у Москві, похований на 5-ій дільниці Новодівочого цвинтаря.